# Wilhelm Łyczkowski
Wilhelm Łyczkowski von Orszan (ur. 5 grudnia 1843 we Lwowie, zm. 22 sierpnia 1925 w Krakowie) – tytularny generał major cesarskiej i królewskiej Armii.

## Życiorys
Był synem urzędnika państwowego. Służbę wojskową rozpoczął 1 września 1862 po ukończeniu z wynikiem celującym inżynieryjnej szkoły wojskowej w Krems i St. Pölten. Wstąpił jako kapral do 62 pułku piechoty stacjonującego w północnych Włoszech. W 1865 otrzymał awans na stopień porucznika, w wojnie  prusko- austriackiej brał udział jako adiutant batalionu. W 1867 został przeniesiony do Galicyjskiego Pułku Piechoty Nr 80 we Lwowie. W 1869 został komendantem szkoły podoficerskiej, a następnie oficerem uzbrojeniowym batalionu. W latach 1871–1873 działał w komisjach poborowych na terenie pułkowego okręgu uzupełnień w Złoczowie. 1 maja 1873 został mianowany porucznikiem. W następnym roku został odkomenderowany do Dyrekcji Inżynierii w Krakowie. 
W latach 1875–1877 był słuchaczem Szkoły Wojennej w Wiedniu. Studia ukończył z wynikiem dobrym, otrzymał tytuł „oficer przydzielony do Sztabu Generalnego” i został skierowany do 9 Brygady Piechoty w Ołomuńcu na stanowisko oficera sztabu. 1 maja 1879 został mianowany na stopień kapitana i przydzielony do 2 Brygady Górskiej w Trebinje na stanowisko oficera sztabu. W 1881 został przydzielony do Komendy 18 Dywizji Piechoty w Mostarze. W czasie studiów w Szkole Wojennej oraz służby sztabowej pozostawał oficerem nadetatowym Galicyjskiego Pułku Piechoty Nr 80. W 1882 wziął udział w stłumieniu powstania w Hercegowinie. W tym samym roku otrzymał tytuł „oficera Sztabu Generalnego” i został przeniesiony do Sztabu Generalnego w Wiedniu. W 1884 został przydzielony do Komendy 7 Korpusu w Timișoarze, a w 1886 przeniesiony do Galicyjskiego Pułku Piechoty Nr 9 we Lwowie. Tutaj pozostał do 1891, kiedy to otrzymał awans na stopień majora i kolejne przeniesienie do 95 pułku piechoty w Stanisławowie. W 1894 otrzymał przeniesienie do Krakowa, awansując 1 listopada na stopień podpułkownika służył w 13 pułku piechoty jako oficer sztabowy do specjalnych poruczeń. 1 maja 1900 awansował do stopnia pułkownika w stan spoczynku przeszedł w 1903. 
Będąc na emeryturze otrzymał nobilitację, a 17 grudnia 1908 został mianowany na stopień tytularnego generała majora. Jako emeryt był honorowym członkiem Towarzystwa wojskowo-Naukowego we Lwowie. Nie założył rodziny, mieszkał w Krakowie gdzie zmarł i został pochowany na cmentarzu Rakowickim (pas 60).

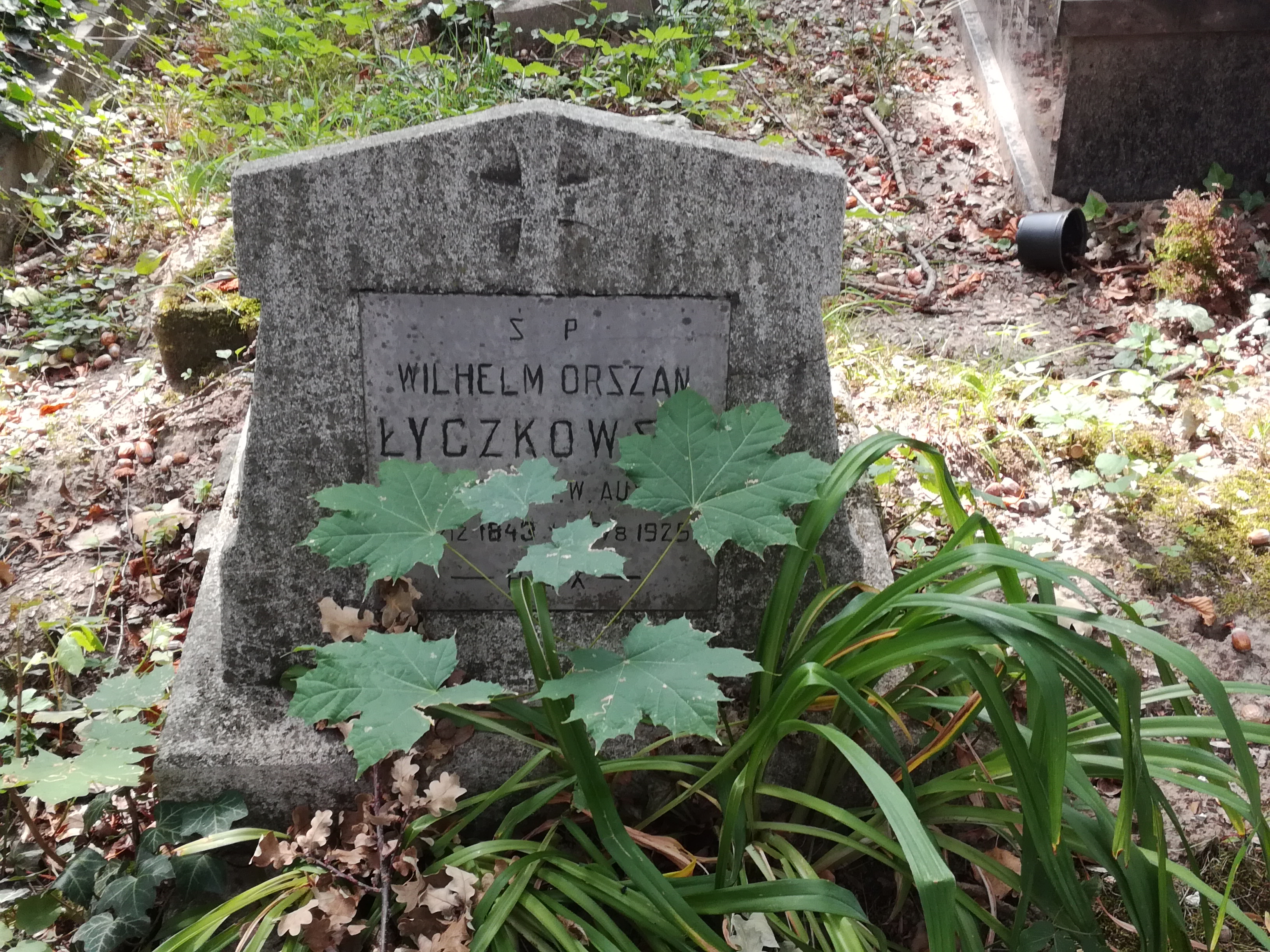
Grób gen. Wilhelma Łyczkowskiego na cmentarzu Rakowickim